# 35313 Хантяньюань
35313 Хантяньюань (35313 Hangtianyuan) — астероїд головного поясу, відкритий 2 січня 1997 року.
Тіссеранів параметр щодо Юпітера — 3,296.